# رياح التجارة

اتجاه الرياح التجارية بين المدارين (30°ش و 30°ج) شمال و جنوب خط الاستواء الرصدي.

الرياح التجارية هي رياح مداومة تهب بالأخص الطبقات السفلى من الغلاف الجوي فوق مناطق بالغة الاتساع وتهب من المرتفعات الجوية دون المدارية باتجاه المناطق الاستوائية. و الاتجاه السائد للرياح التجارية في نصف الكرة الشمالي هو الشمال الشرقي أما في نصف الكرة الجنوبي فاتجاهها السائد هو الجنوب الشرقي.
تلتقي الرياح التجارية شمال الشرقية للنصف الشمالي للكرة الأرضية مع الرياح التجارية جنوب الشرقية للنصف الجنوبي للكرة بالقرب من خط الاستواء في نطاق تقارب ذو رياح ساكنة أو خفيفة وشريط من سحب الحمل. و يسمى هذا النطاق بنطاق التقارب بين المدارين.
تعتبر الرياح التجارية أهم العناصر المتدخلة في الدورة الجوية، حيث تقوم بتجميع الطاقة من سطح البحار ونقلها باتجاه خط الاستواء و تتحكم في مناخ قرابة نصف سطح الكرة الأرضية.

## أصل التسمية
لقد كان للرياح التجارية الفضل على الملاحة البحرية الشراعية في عديد من الاستكشافات الجغرافية التي انطلقت في اتجاه الغرب انطلاقا من أوروبا وأمريكا. و لقد أطلق الأسبان على منطقة الرياح التجارية اسم «خليج النساء» ليسر الملاحة بها. أما اسم رياح التجارة فهو من ابتكار الإنجليز.

## أصناف الرياح التجارية
يقسم علماء الجغرافيا الرياح التجارية إلى صنفين:
الصنف الأول: تتشكل الرياح التجارية في الطبقات الجوية السفلية على واجهات المرتفعات الجوية من هواء قطبي حديث مقارنة مع الوسط المداري. فهي بذلك تهب فوق مياه باردة ما لا يسمح بالتبخر. هذا النوع من الرياح التجارية يكون مسؤولا عن:
- تواجد صحاري ساحلية مدارية باردة،
- ظاهرة تصاعد المؤن التي تزيد من حدة هذا الجفاف.

الصنف الثاني: يتشكل من هواء أصبح مداريا قديما يتواجد بالواجهات الطولية الغربية للمرتفعات الجوية. أصبحت درجات حرارته شبه متجانسة وتلقى كمية مهمة من الطاقة.

## الرياح التجارية العكسية
الرياح التجارية العكسية هي الرياح العليا المعاكسة في وجهة هبوبها للرياح التجارية السطحية، والتي تهب في عروض هبوب الرياح التجارية السطحية نفسها، ولكن في الأجزاء العليا من طبقة التروبوسفير (فوق مستوى 500 م من سطح الأرض), فهي إذن رياح غربية علوية، تعصف من الغرب نحو الشرق تاركة الضغط المرتفع الاستوائي العلوي على يمينها في نصف الكرة الشمالي، وعلى يسارها في نصف الكرة الجنوبي، حيث أن وجهة انحدار الضغط في الجو العلوي تكون نحو القطبين.